# Sociedad Deportiva Huesca 2010-2011
Questa voce raccoglie le informazioni della Sociedad Deportiva Huesca nelle competizioni ufficiali della stagione 2010-2011.

## Stagione
Nella stagione l'Huesca partecipa alla Segunda División e conclude il campionato piazzandosi in 14ª posizione.
In Coppa del Re elimina il Girona ai rigori non fallendone neanche uno, dopo aver fatto 1-1 nei tempi regolamentari. Il turno successivo l'avventura finisce con la sconfitta per 1-0 contro il Real Valladolid.

## Rosa
Rosa aggiornata al 1º gennaio 2011.
| N. |                    | Ruolo | Calciatore         |
| -- | ------------------ | ----- | ------------------ |
| 1  | Spagna (bandiera)  | P     | Jesús Cabrero      |
| 2  | Spagna (bandiera)  | D     | Robert             |
| 3  | Spagna (bandiera)  | C     | Luis Helguera      |
| 4  | Spagna (bandiera)  | D     | Marcos             |
| 5  | Spagna (bandiera)  | D     | Ochoa              |
| 6  | Spagna (bandiera)  | D     | Ion Echaide        |
| 7  | Spagna (bandiera)  | D     | Molinero           |
| 8  | Spagna (bandiera)  | C     | Francisco Gallardo |
| 9  | Spagna (bandiera)  | A     | Roberto            |
| 10 | Spagna (bandiera)  | C     | Juanjo Camacho     |
| 11 | Spagna (bandiera)  | A     | Jorge Galán        |
| 12 | Serbia (bandiera)  | D     | Marko Lukić        |
| 13 | Spagna (bandiera)  | P     | Jorge Larrosa      |
| 14 | Brasile (bandiera) | C     | Gilvan Gomes       |

| N. |                   | Ruolo | Calciatore       |
| -- | ----------------- | ----- | ---------------- |
| 15 | Spagna (bandiera) | C     | Joaquín Sorribas |
| 16 | Spagna (bandiera) | A     | Toni             |
| 17 | Spagna (bandiera) | C     | Víctor Pérez     |
| 18 | Spagna (bandiera) | C     | Mikel Rico       |
| 19 | Spagna (bandiera) | C     | David Bauzá      |
| 20 | Spagna (bandiera) | D     | Sebastián Corona |
| 21 | Spagna (bandiera) | A     | Óscar Vega       |
| 22 | Spagna (bandiera) | C     | Lluís Sastre     |
| 23 | Spagna (bandiera) | C     | Esparza          |
| 24 | Spagna (bandiera) | C     | Marco Navas      |
| 25 | Spagna (bandiera) | P     | Andrés Fernández |
|    | Spagna (bandiera) | A     | Tariq            |
|    | Spagna (bandiera) | C     | Iñigo Pérez      |
|    | Spagna (bandiera) | D     | Rigo             |

## Statistiche

### Statistiche di squadra
| Competizione     | Punti | In casa | In casa | In casa | In casa | In casa | In casa | In trasferta | In trasferta | In trasferta | In trasferta | In trasferta | In trasferta | Totale | Totale | Totale | Totale | Totale | Totale | DR |
| Competizione     | Punti | G       | V       | N       | P       | Gf      | Gs      | G            | V            | N            | P            | Gf           | Gs           | G      | V      | N      | P      | Gf     | Gs     | DR |
| ---------------- | ----- | ------- | ------- | ------- | ------- | ------- | ------- | ------------ | ------------ | ------------ | ------------ | ------------ | ------------ | ------ | ------ | ------ | ------ | ------ | ------ | -- |
| Segunda División | 55    | 21      | 7       | 11      | 3       | 23      | 13      | 21           | 6            | 5            | 10           | 16           | 32           | 42     | 13     | 16     | 13     | 39     | 45     | -6 |
| Coppa del Re     | -     | -       | -       | -       | -       | -       | -       | 2            | 0            | 1            | 1            | 1            | 2            | 2      | 0      | 1      | 1      | 1      | 2      | -1 |
| Totale           | -     | 21      | 7       | 11      | 3       | 23      | 13      | 23           | 6            | 6            | 11           | 17           | 34           | 44     | 13     | 17     | 14     | 40     | 47     | -7 |